# Marcus Stone

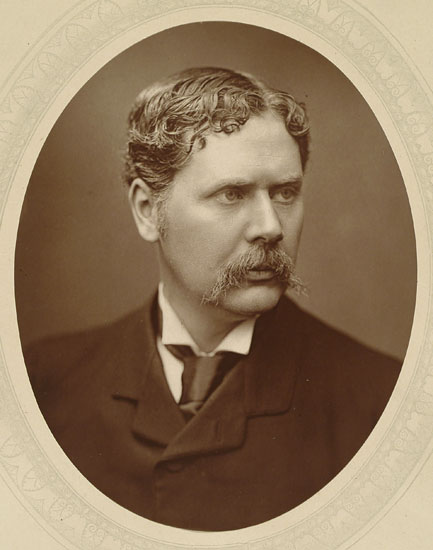
Marcus Stone (Foto, ca. 1880)

Marcus Clayton Stone (* 4. Juli 1840 in London; † 24. März 1921 ebenda) war ein englischer Maler und Illustrator.

## Leben

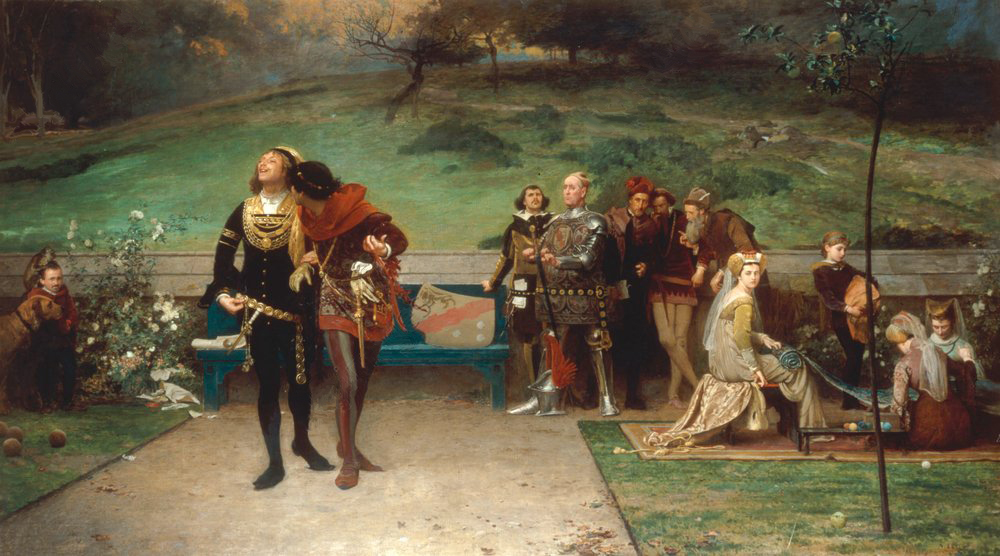
Das Gemälde Edward II. und sein Favorit, Piers Gaveston von 1872 ist typisch für Stones Frühwerk.

Marcus Stone, Sohn des Malers Frank Stone, wurde von seinem Vater ausgebildet. 1876 bezog er mit seiner Frau Laura Mary Howard Broun ein Haus in der Melbury Road Nummer 8 im Londoner Stadtteil Kensington, das von Richard Norman Shaw als Künstleratelier entworfen wurde und drei Eingänge aufwies: je einen für die Familie, die Dienerschaft und die Modelle. Das Haus wurde später vom Filmregisseur Michael Powell bewohnt und ist heute Teil der English Heritage. Stone wurde 1876 Anwärter auf die Mitgliedschaft in der Royal Academy (Associated Royal Academician, kurz auch associate oder ARA) und 1886 Vollmitglied (RA). Sein Nachruf in der Times vom 26. März 1921 lässt eine gewisse Eitelkeit durchscheinen: „Marcus Stone, Liebhaber von Kunst und Katzen, Verehrer weltmännischer Kleidung und seiner eigenen Eleganz und Vornehmheit.“

## Werk

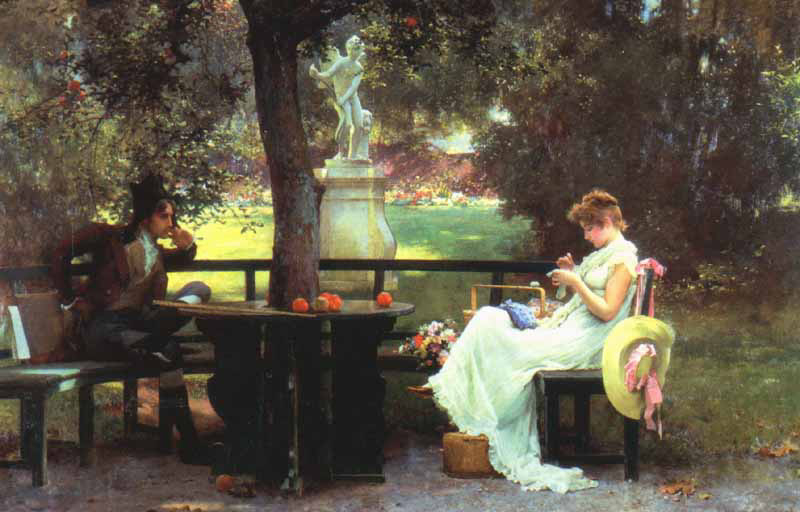
Typisch für die späteren Arbeiten: In Love von 1888.

Marcus Stone stellte schon vor seinem 18. Geburtstag in der Royal Academy of Arts aus (das Gemälde At Rest zeigte einen alternden Ritter, der unter einem Baum ausruht) und tat dies jedes Jahr bis 1920. In seinen frühen Werken behandelte er häufig historische Ereignisse. Seinen ersten großen Erfolg feierte er so 1864 mit dem Gemälde On the Road from Waterloo to Paris, das den geschlagenen Napoleon Bonaparte zeigt, der nach der Schlacht von Waterloo auf der Flucht nach Paris bei einfachen Bauern Zuflucht gesucht hat.  Mit großem handwerklichen Geschick und Charme fing er in seinen späteren Werken gefühlvolle Genreszenen ein, oft im Stil des 18. Jahrhunderts bzw. des Empire und vor dem Hintergrund eines üppigen Gartens. Einige abgebildete Szenen erinnern an die Werke Jane Austens und werden auch zu deren Illustration benutzt.

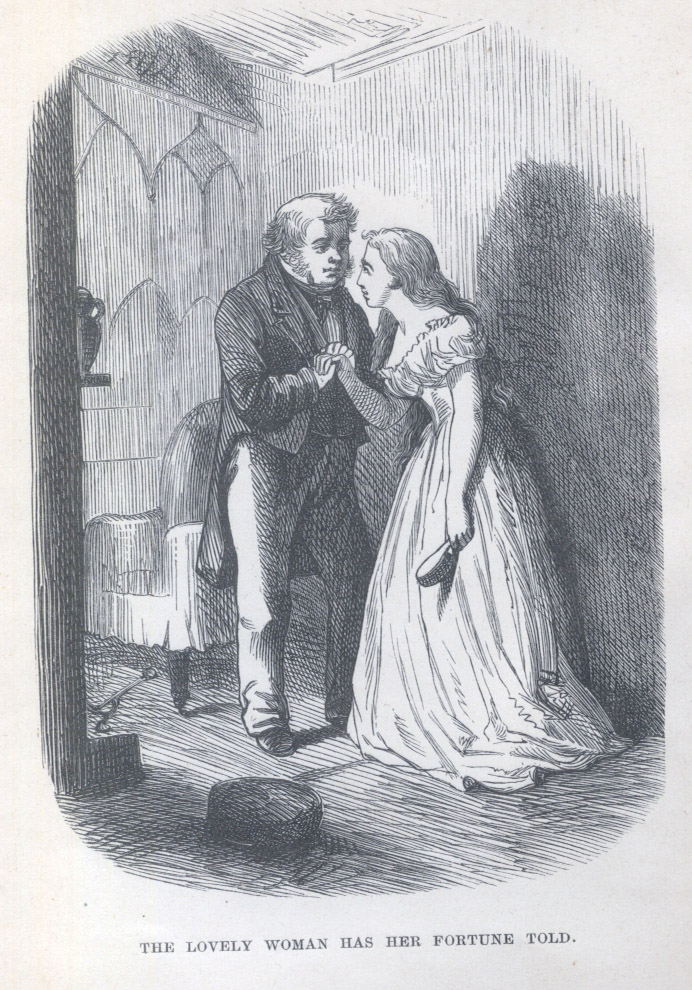
Radierung aus Unser gemeinsamer Freund von 1864.

Stone illustrierte den Roman Unser gemeinsamer Freund und mehrere andere Werke von Charles Dickens. Der noch junge Maler war der erste Illustrator, den Dickens nach dem Ende der Zusammenarbeit mit seinem bisherigen Zeichner Hablot Knight Browne auswählte. Der Roman wurde zunächst in monatlichen Teilausgaben veröffentlicht, von denen jede 32 Textseiten und zwei Illustrationen enthielt. Dickens ließ Stone ungewohnt große Freiheiten bei den Illustrationen und äußerte sich zufrieden mit den Ergebnissen. Auch empfahl er den Künstler an die Verleger John Murray und Thomas Longman weiter. Die von Stone illustrierte Ausgabe von Große Erwartungen wurde 2011 von Lesern der Zeitungen The Guardian und The Observer zum schönsten illustrierten Klassiker gewählt. Stone arbeitete auch an Dickens’ Zeitschrift Cornhill Magazine mit und illustrierte den Roman He Knew He Was Right von Anthony Trollope.
Kupferstiche und Reproduktionen von Stones Werken erfreuten sich großer Beliebtheit und verhalfen Stone zu Reichtum. Dennoch schrieb er gegen Ende seines Lebens: „Zu keinem Zeitpunkt habe ich die Arbeit an einem Bild ohne das deutliche Gefühl des Scheiterns zu Ende gebracht. Ein Bild auszustellen ist, als würde man den Beweis seines Unvermögens veröffentlichen.“